# Національний центр стрибків з трампліна
Національний центр стрибків з трампліну («Сніговий Жуї») (кит.: 国家跳台滑雪中心) — лижний трамплін, розташований в районі міського підпорядкування Чунлі міста Чжанцзякоу провінції Хебей. Побудований для проведення спортивних заходів зимових Олімпійських ігор 2022 року.

## Опис

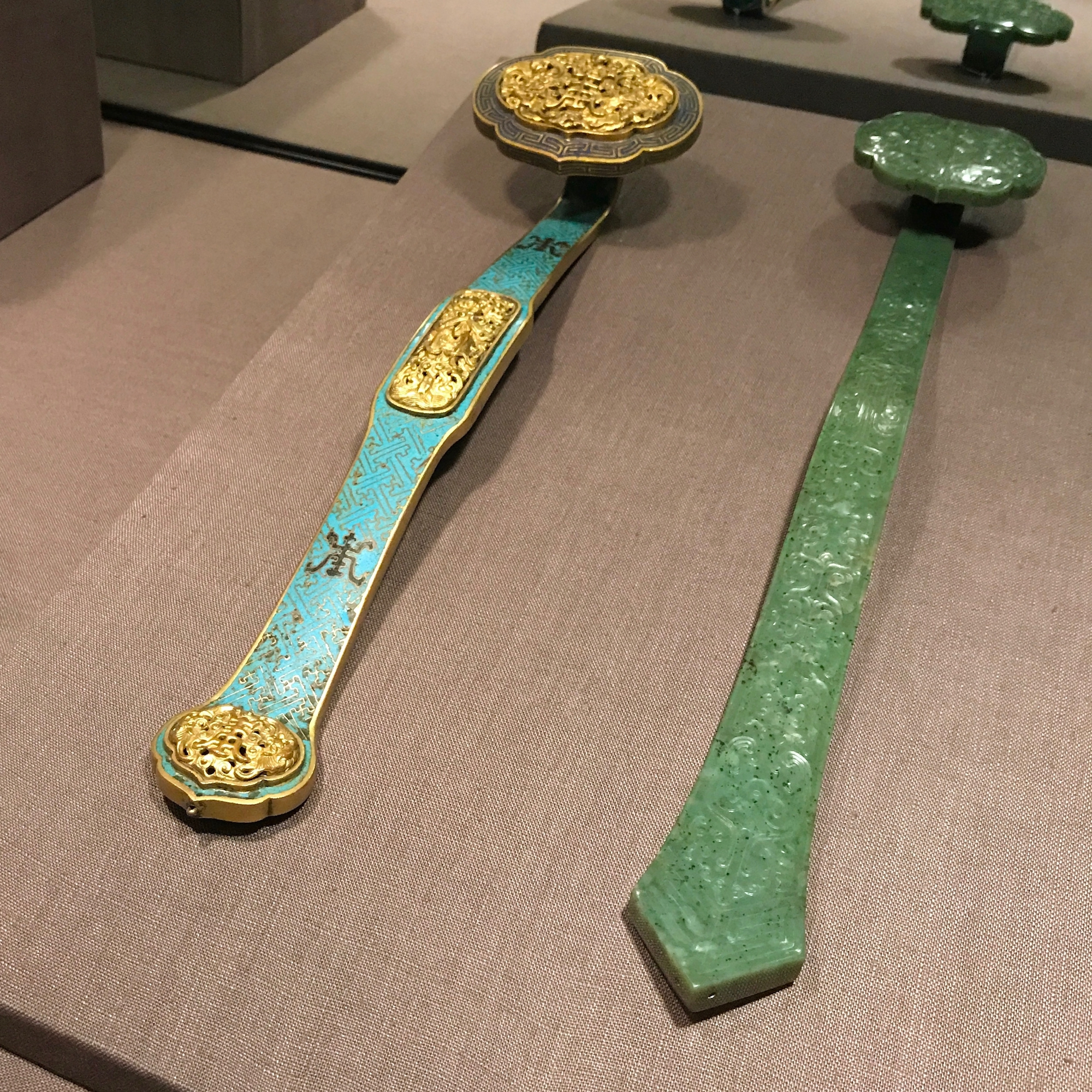
Жезл жуї, що надихнув дизайнерів споруди.

Дизайн Національного центру стрибків із трампліну натхненний формою чарівного китайського жезла виконання бажань «жуї» (кит. спр. 如意, піньїнь: rú yì, акад. жу ї, буквально «за бажанням»). Ці жезли відомі у Китаї з часів династії Східна Хань (25–220 рр. н. е.), їхня форма заснована на образі сузір'я Великої Ведмедиці, а матеріалом для виготовлення — нефритом або золотом, що символізує щастя та благополуччя. Від круглої вершини платформи до лінії профілю та нижньої стійки Національний центр ідеально поєднується з S-подібним вигином «Жуї». Він називається «Сніговий Жуї», який не лише уособлює динаміку спортивної архітектури, а й підкреслює елементи китайської культури.
Форма «Снігова жуї» була розроблена командою дизайнерів Університету Цінхуа. Дизайнер команди Ван Хао сказав, що на початку розроблення вони сподівалися поєднати міжнародну спортивну культуру із традиційною китайською культурою. Вони розглянули понад 200 варіантів, які містять різні елементи традиційної китайської культури, але зображення Жуї виявилося найбільш близьким до траєкторії для стрибків із трампліну і стало остаточним вибором.
Спортивний об'єкт спроєктований з двома доріжками: великий лижний трамплін HS140 із перепадом висоти 136,2 метра та стандартний лижний трамплін HS106 із перепадом висоти 114,7 метра. Обидві траси, які в листопаді 2020 року були прийняті Міжнародною федерацією лижного спорту, перетворилися на «снігову жуї», що лежить на горі. Перепад між вершиною «Жуї» та нижньою точкою складає понад 130 метрів. «Головка ручки» «Сюе Жуї» — це вершина багатофункціонального лекційного залу, що вміщує 500 чоловік і перетворюється на гарний пункт для спостережень за змаганнями. «Рукі́в'я» «Сюе Жуї» — це траса. («Сюе» вимовляється як і, як китайський ієрогліф, що означає сніг).

## Спортивні заходи
5 лютого 2022 року словенська стрибунка з трампліна Урша Богатай стала першою олімпійською чемпіонкою, яка виграла золото на новому нормальному трампліні (HS106), а також встановила рекорд на 108 метрів у першому раунді.
6 лютого 2022 року японський стрибун з трампліна Кобаясі Рьою став олімпійським чемпіоном на змаганнях із трибків з трампліна (HS106) серед чоловіків.
7 лютого 2022 року збірна Словенії (Ніка Крижнар, Тімі Зайц, Урша Богатай і Петер Превц) виграла перші в історії Олімпійських ігор змагання змішаних команд зі стрибків з трампліна з видатною рекордною перевагою в 111,2 очка перед Росією, яка посіла друге місце. Третє місце, абсолютно несподівано, посіла Канада. Чотири дискваліфікації жінок через неправильну екіпіровку у збірних Японії, Австрії, Німеччини та Норвегії дійсно змінили хід змагань, особливо за медалі, але жодним чином не вплинули на боротьбу за золото, де першість з початку змагань міцно утримувала Словенія.